# 貞觀 (日本)
貞觀（859年5月20日－877年6月1日）是日本的年號，在天安之後、元慶之前。這時代的日本天皇是平安時代之清和天皇及陽成天皇。

## 改元
- 天安三年四月十五（859年5月20日） 改元。
- 貞觀十九年四月十六（877年6月1日） 改元元慶。

## 出處
《易經·繫辭下》：「八卦成列，象在其中矣。因而重之，爻在其中矣。剛柔相推，變在其中矣。繫辭焉而命之，動在其中矣。吉凶悔吝者，生乎動者也。剛柔者，立本者也。變通者，趣時者也。吉凶者，貞勝者也。天地之道，貞觀者也。」與中國唐代貞觀年號出處相同。

## 貞觀年間要事
- 贞观6年 (864年) - 富士山的贞观大喷发（日语：貞観大噴火）
- 贞观11年 (869年) - 贞观地震

## 紀年
| 貞觀 | 元年  | 二年  | 三年  | 四年  | 五年  | 六年  | 七年  | 八年  | 九年  | 十年  |
| 公元 | 859年 | 860年 | 861年 | 862年 | 863年 | 864年 | 865年 | 866年 | 867年 | 868年 |
| 干支 | 己卯  | 庚辰  | 辛巳  | 壬午  | 癸未  | 甲申  | 乙酉  | 丙戌  | 丁亥  | 戊子  |

| 貞觀 | 十一年 | 十二年 | 十三年 | 十四年 | 十五年 | 十六年 | 十七年 | 十八年 | 十九年 |
| 公元 | 869年  | 870年  | 871年  | 872年  | 873年  | 874年  | 875年  | 876年  | 877年  |
| 干支 | 己丑   | 庚寅   | 辛卯   | 壬辰   | 癸巳   | 甲午   | 乙未   | 丙申   | 丁酉   |